# 隋广义
隋广义（1962年—），生于中国吉林省长春市，大学学历 [存疑]，曾任吉林省敦化市副市长 [存疑]，现为香港鼎益丰国际控股集团董事局主席。

## 经历
- 1994年出任吉林省敦化市副市长（存疑）
- 2011年南下深圳创立鼎益丰集团有限公司并出任董事长；
- 2015年至2020年出任香港上市公司中国投资基金有限公司非执行董事，董事会主席；
- 2020年起任香港鼎益丰国际控股集团有限公司董事局主席；
- 2021年出任香港创业集团非执行董事，名誉主席。
- 2021年出任华音国际董事会联席主席。

## 主要著作

### 《老子哲学与现代管理》[1]
《老子哲學與現代管理》全書以《道德經》為綱，深入的對老子哲學思想的管理智慧進行解讀，內容涉及哲學、經濟、管理、文學、美學、修身等方面。